# Ulric I de Carniola
Ulric I (în germană: Ulrich, Odalric sau Udalrich; d. 6 martie 1070) a fost margraf de Carniola din anul 1045 și margraf de Istria din 1060.
Ulric a fost fiul margrafului Poppo I și al soției sale, Hadamut.
La 31 iulie 1064 împăratul Henric al IV-lea a donat pământ in pago Histrie ... in comitatu Odalrici marchionis („în ținutul Istriei ... în comitatul margrafului Ulric”) lui prefato Odalrico marchioni („sus-numitul Ulric, margraf”). În 5 martie 1067 Henric a donat din nou pământ in pago Istria in marcha Odalrici marchionis („în ținutul Istriei în marca marchizului Ulric”) de această dată către biserica din Freising. La moartea sa Ulric a fost menționat ca Odalricus marchio Carentinorum („Ulric, margraf al carintienilor”).
Ulric a fost căsătorit cu Sofia, fiica regelui Bela I al Ungariei și al primei sale soții, Ryksa sau Richeza, sora regelui Cazimir I al Poloniei.Este posibil ca Sofia să fi fost de fapt fiica lui Bela cu cea de a doua sa soție a sa, Tuta de Formbach. În orice caz, Sofia era sora viitorului rege al Ungariei, Ladislau I. Sofia i-a dăruit lui Ulric I patru copii:
- Poppo, succesorul lui Ulric în Carniola și în Istria;
- Ulric, succesorul lui Poppo al II-lea;
- Richgard, căsătorită cu Eckard, conte de Scheyern;
- Adelaida, căsătorită cu Frederic de Regensburg și apoi cu Udalschalk, conte de Lurngau.